# June Clyde
June Clyde (rozená Ina Parton; 2. prosince 1909 St. Joseph – 1. října 1987 Fort Lauderdale) byla americká herečka, zpěvačka a tanečnice.

## Životopis
June Clyde se narodila 2. prosince 1909 poblíž Maysville v Missouri. Byla třetí dcerou Williama Arthura Partona a Orphy Dorothy Day. Dívky byly neteřemi herečky Leony Hutton. Její rodiče se rozvedli kolem roku 1913 a Orpha se s dcerami přestěhovala do St. Joseph v Missouri. Kolem roku 1915 se rodina přestěhovala do Arbuckle v Kalifornii. Zhruba o rok později se Orpha provdala za Harveyho Arthura Clydea.
Ve věku šesti let se Clyde objevila na jevišti pod jménem Baby Tetrazinia. V devatenácti letech si zahrála ve filmu Tanned Legs (1929). V roce 1932 byla zařazena mezi WAMPAS Baby Star a pokračovala v hollywoodské kariéře, než se provdala za filmového režiséra Thorntona Freelanda. S manželem se přestěhovala do Anglie, kde od roku 1934 hrála v několika britských filmech a divadelních inscenacích, přičemž se občas vracela do Spojených států kvůli divadelní a filmové práci.
Na Broadwayi ztvárnila Annabel Lewis ve hře Hooray For What! (1937) a Sally Trowbridge v Banjo Eyes (1941). Byla také součástí australského turné s produkcí Annie Get Your Gun, které zahrnovalo i měsíční angažmá v Sydney.
Zemřela 1. října 1987 ve Fort Lauderdale.

## Filmografie
- Street Girl (1929)
- Side Street (1929)
- Tanned Legs (1929)
- Hit the Deck (1929)
- The Cuckoos (1930)
- Midnight Mystery (1930)
- Humanettes (1930)
- Arizona (1931)
- The Mad Parade (1931)
- Morals for Women (1931)
- Branded Men (1931)
- The Secret Witness (1931)
- Steady Company (1932)
- The Cohens and Kellys in Hollywood (1932)
- Racing Youth (1932)
- Radio Patrol (1932)
- Thrill of Youth (1932)
- Back Street (1932)
- The All American (1932)
- The Finishing Touch (1932)
- Tess of the Storm Country (1932)
- A Strange Adventure (1932)
- Oh! My Operation (1932)
- File 113 (1933)
- Forgotten (1933)
- Room Mates (1933)
- A Study in Scarlet (1933)
- Hold Me Tight (1933)
- Her Resale Value (1933)
- Only Yesterday (1933)
- I Hate Women (1934)
- Hollywood Party (1934)
- Hollywood Mystery (1934)
- Dance Band (1935)
- No Monkey Business (1935)
- She Shall Have Music (1935)
- Charing Cross Road (1935)
- King of the Castle (1936)
- Land Without Music (1936)
- Aren't Men Beasts! (1937)
- Let's Make a Night of It (1937)
- Make-Up (1937)
- School for Husbands (1937)
- Intimate Relations (1937)
- Sam Small Leaves Town (1937)
- Weddings Are Wonderful (1938)
- His Lordship Goes to Press (1938)
- Country Fair (1941)
- Unfinished Business (1941)
- Sealed Lips (1942)
- Hi'ya, Chum (1943)
- Seven Doors to Death (1944)
- Hollywood and Vine (1945)
- Behind the Mask (1946)
- Night Without Stars (1951)
- Treasure Hunt (1952)
- 24 Hours of a Woman's Life (1952)
- The Love Lottery (1954)
- After the Ball (1957)
- The Vise (1957)
- The Story of Esther Costello (1957)